# إم إس سي ليريكا
ام اس سي ليريكا هي السفينة الرائدة من فئتها ضمن السفن السياحية، والتي تملكها وتديرها ام اس سي للرحلات البحرية، كما أنها أول سفنها السياحية الجديدة التي تدخل الخدمة. يمكنها استيعاب 1560 راكبًا في 780 كابينة، ويبلغ عدد طاقمها حوالي 732 فردًا.
ام اس سي أوبيرا هو توأم متطابق لـ ام اس سي ليريكا. أخواتها الأخريات من نفس الفئة، ام اس سي أرمونيا وام اس سي سنفونيا متماثلان بشكل كبير، لكن لديهما مدخنة سفينة أصغر ججمًا وتعديلات أخرى، مثل المشربيات القوسية والتغييرات الداخلية.